# Ragna Lestander
Ragna Lestander, född 20 februari 1985, moderklubb Gimonäs CK. Spelare i Umeå Södra FF som den 13 oktober 2007 vann mot Ornäs BK med 4-0 och tog därmed steget upp i Allsvenskan 2008.
Kom från Umeå DFF till Umeå Södra FF år 2004, men har även provat på spel i allsvenska Sunnanå SK.
Ihop med två lagkamrater från Umeå Södra, Anna Gruffman och Julia Thylin, spelade hon hösten 2007 fyra månader collegefotboll för Yuba College i Kalifornien.